# Carl Degener
Carl Degener (* 24. August 1900 in Bremen; † 28. Dezember 1960 in Bremen) war Jurist und ein deutscher Reiseunternehmer.

## Biografie
Degener war der Sohn eines Mitarbeiters beim Norddeutschen Lloyd in Bremen. Nach dem Besuch eines Gymnasiums studierte er Jura und Volkswirtschaft und promovierte.
1923 wurde er Mitarbeiter der 1921 gegründeten Arbeiterkammer Bremen. Von 1928 bis 1930 war er Stellvertretender Vorsitzender und Direktor des Arbeitsamtes in Bremen.
Sein Interesse galt schon frühzeitig der Gestaltung und Finanzierung von Urlaubsreisen. Degener war von der Idee besessen, Urlaubsreisen auch einkommensschwächeren Schichten zugänglich zu machen. 1930 wurde in Berlin die Deutsche Reisespar-GmbH gegründet und er übernahm die Geschäftsführung. Nachdem sich bereits 1931 diese Firma aufgelöst hatte, gründete er das Reisebüro Dr. Carl Degener in Berlin. Das Büro organisierte Urlaube und Reisen mit Schwerpunkt in die Alpen. Sonderzüge fuhren ins Salzburger Land, bevorzugt war der Golling. Nach 1933 rollten die Sonderzüge u. a. in den oberbayerischen Chiemgau und die Übernachtungszahlen stiegen auf über 200.000 im Jahr 1936. Sein Unternehmen war nach der politischen und halbstaatlichen KdF das größte Reiseunternehmen in Deutschland in den 1930er Jahren.
Nach dem Zweiten Weltkrieg begann er 1945 auf Grund eines Arbeitsverbotes noch schlicht mit dem Transport von Holz und Waren. Sein Reisebüro in Berlin war ausgebombt. In Ruhpolding in Bayern führte er wieder das Reisegeschäft fort. Er gründete 1948 zusammen mit Hapag-Lloyd, Deutsches Reisebüro (DER) und dem Amtlichen Bayerische Reisebüro (ABR) ein Touristikunternehmen. 1951 entstand daraus das Reiseunternehmen TOUROPA; Degener war geschäftsführender Gesellschafter.
Die von Degener initiierten Pauschalreisen (damals in Sonderzügen) führten nach dem Zweiten Weltkrieg in Ruhpolding zu einem regelrechten Tourismusboom. Mitte der 1950er Jahre lagen die Übernachtungszahlen bei 600.000, drei Viertel davon kamen mit der Touropa. 1960 starb Degener und wurde in Ruhpolding bestattet. 1968 ging die Touropa im Touristik-Großkonzern TUI auf.

## Ehrungen
Degener ist Ehrenbürger der Gemeinde Ruhpolding.

## Werke
- Carl Degener: Das Recht auf Existenz und die deutsche Sozialversicherung, VI, 90 S., Göttingen, Univ., Diss., 1926